# Roderichstein

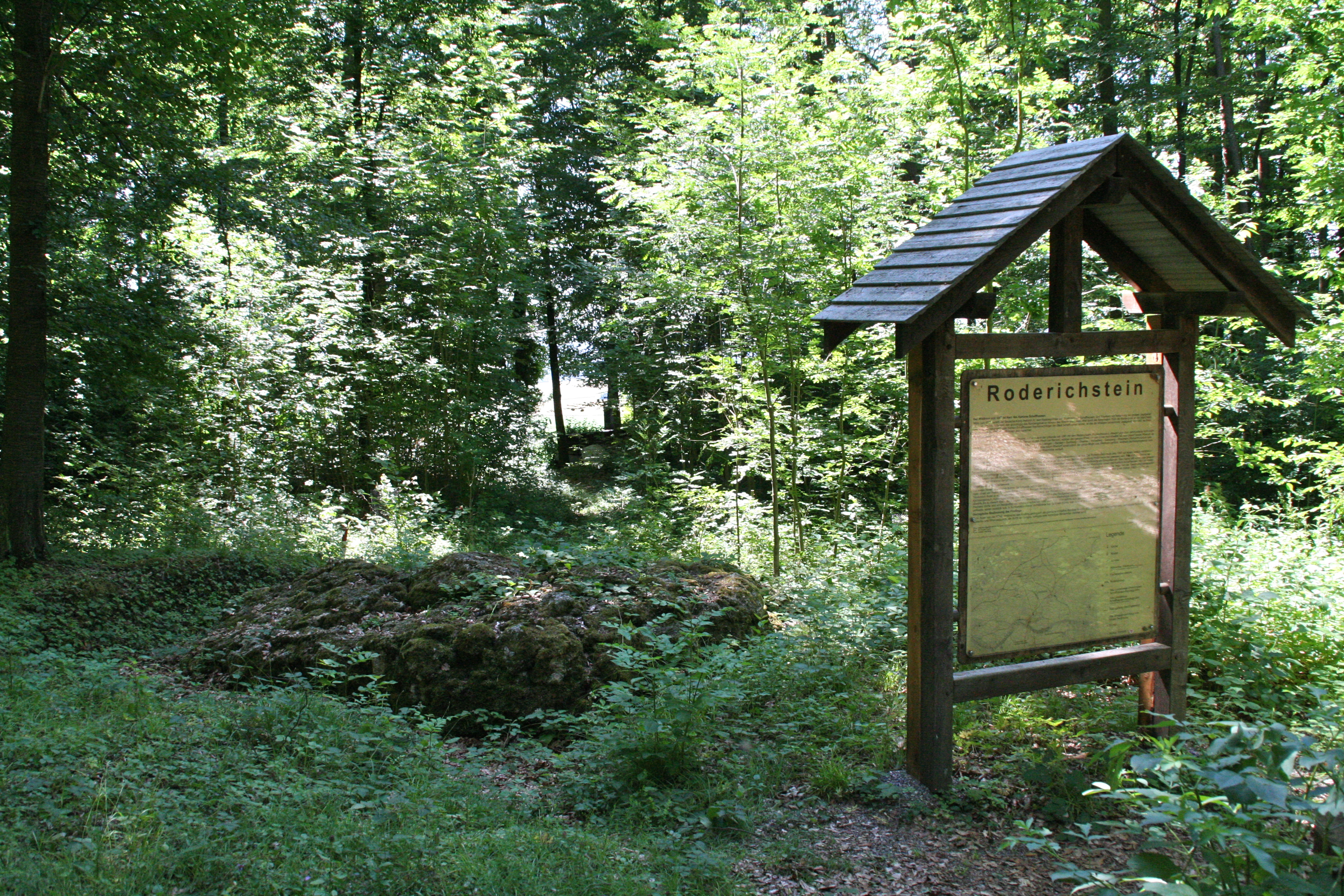
Roderichstein und Infotafel

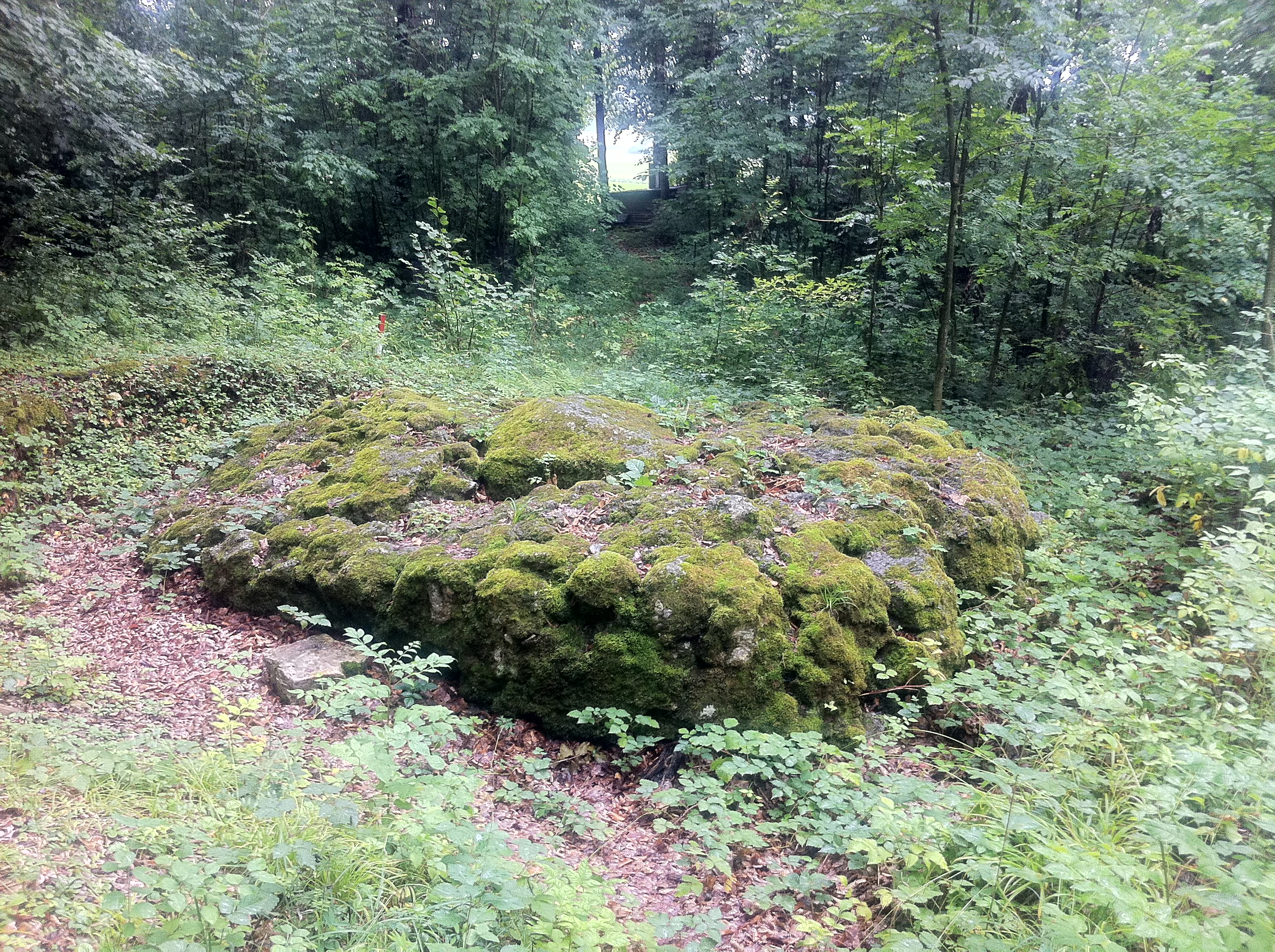
Nahaufnahme des Roderichstein

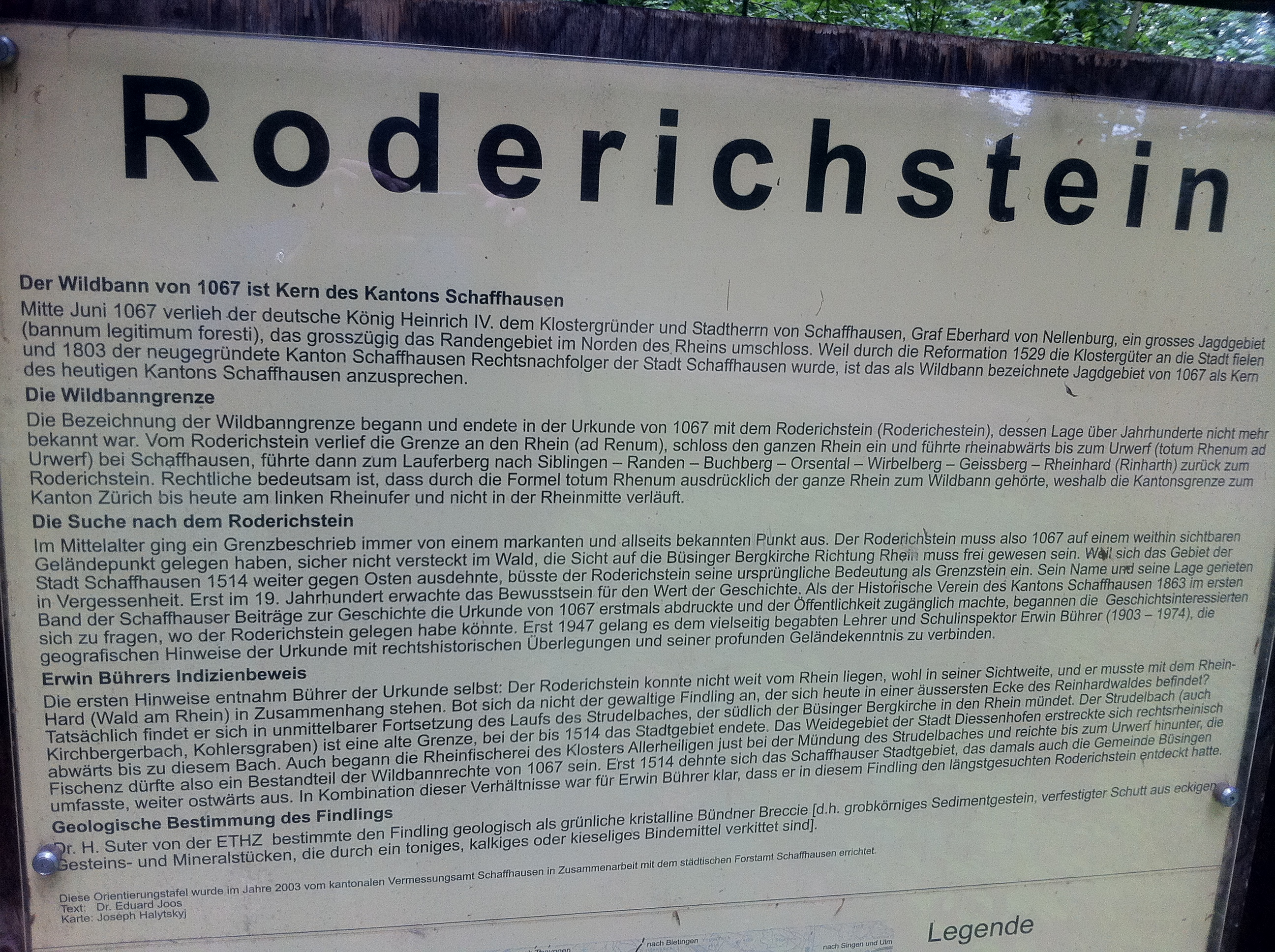
Infotafel Roderichstein

Der Roderichstein ist ein Findling bei Gennersbrunn im Kanton Schaffhausen.  Er hat einen Durchmesser von fünf Metern, stammt ursprünglich aus dem Gebiet des heutigen Graubünden und wurde vom Gletscher in der letzten Eiszeit beim Weiler Gennersbrunn abgesetzt.
Mitte Juni 1067 verlieh der römisch-deutsche König Heinrich IV. dem Gründer des Klosters Allerheiligen und der Stadt Schaffhausen Graf Eberhard VI. von Nellenburg ein grosses Jagdgebiet (Mundat, Wildbann), das das Randengebiet im Norden des Rheins umschloss. Die Bezeichnung der Wildbanngrenze begann und endete in der Urkunde von 1067 mit dem Roderichstein. Die Grenze verlief vom Roderichstein an den Rhein, schloss den ganzen Rhein ein und führte rheinabwärts bis zum Urwerf bei Schaffhausen, führte dann zum Lauferberg – Siblingen – Randen – Buchberg – Orserental – Wirbelberg – Geissberg – Rheinhard – und zurück zum Roderichstein.
Weil durch die Reformation 1529 die Klostergüter an die Stadt fielen und 1803 der neugegründete Kanton Schaffhausen Rechtsnachfolger der Stadt Schaffhausen wurde, ist das als Wildbann bezeichnete Jagdgebiet von 1067 als Kern des heutigen Kantons Schaffhausen anzusehen.
Im Laufe der Zeit geriet die Landmarke in Vergessenheit und wurde überwuchert. 1947 entdeckte der Schulinspektor Erwin Bührer den Stein wieder.